# Nő

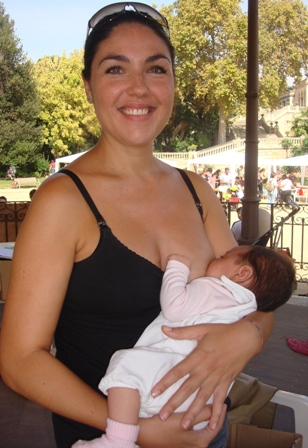
Szoptató anya a kislányával

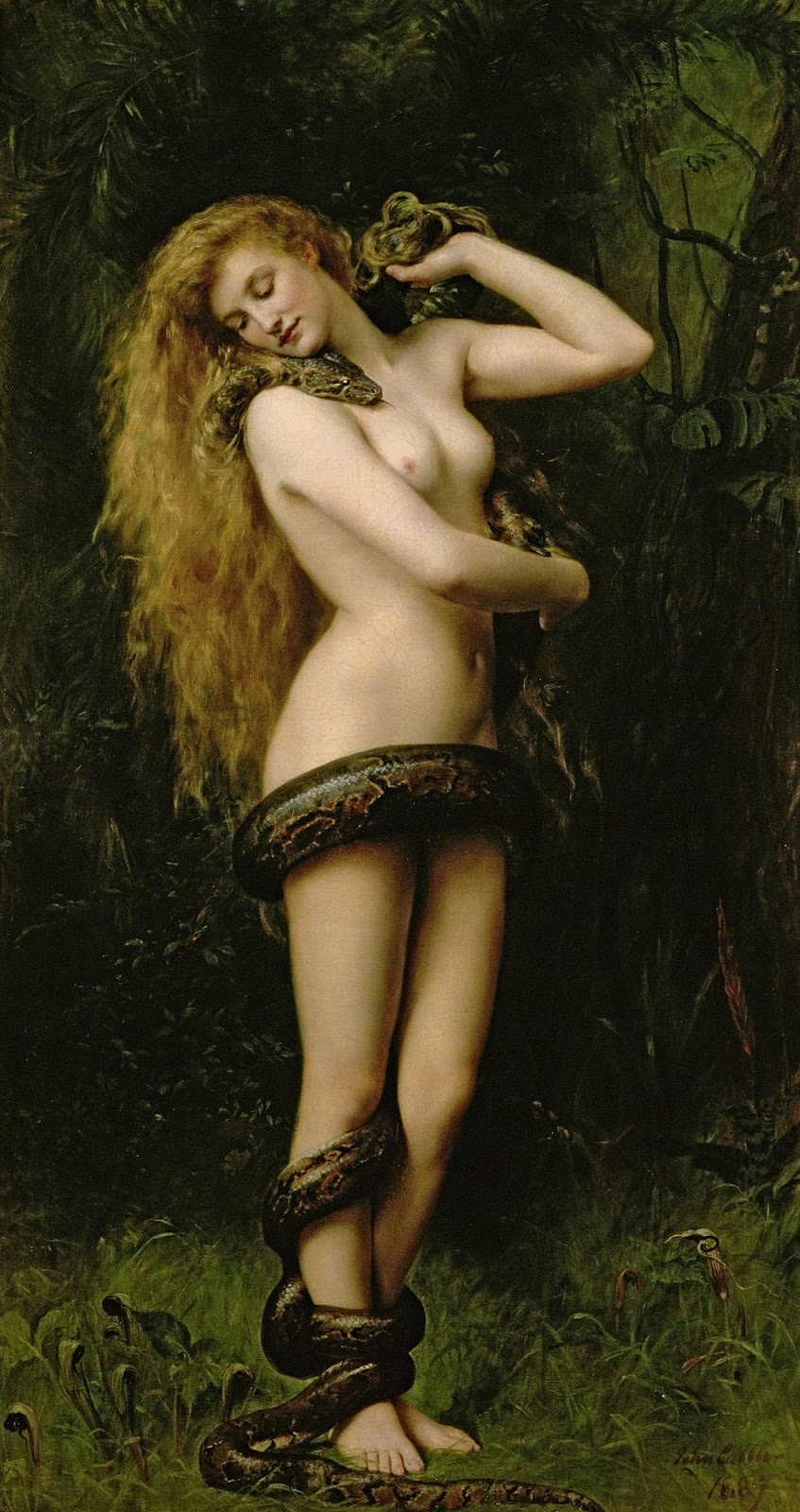
Lilith (1892), John Collier festménye

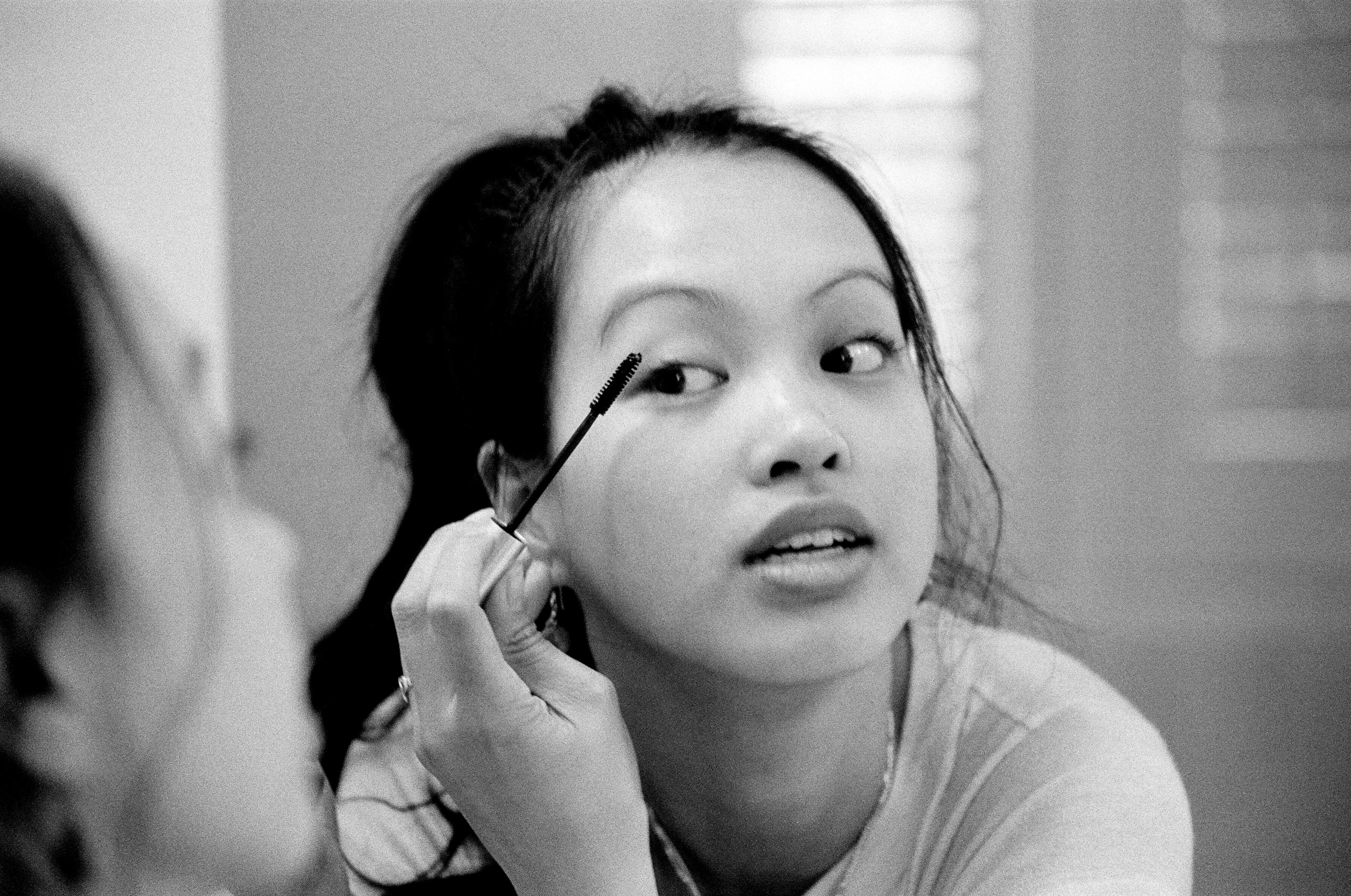
Arcát sminkelő nő

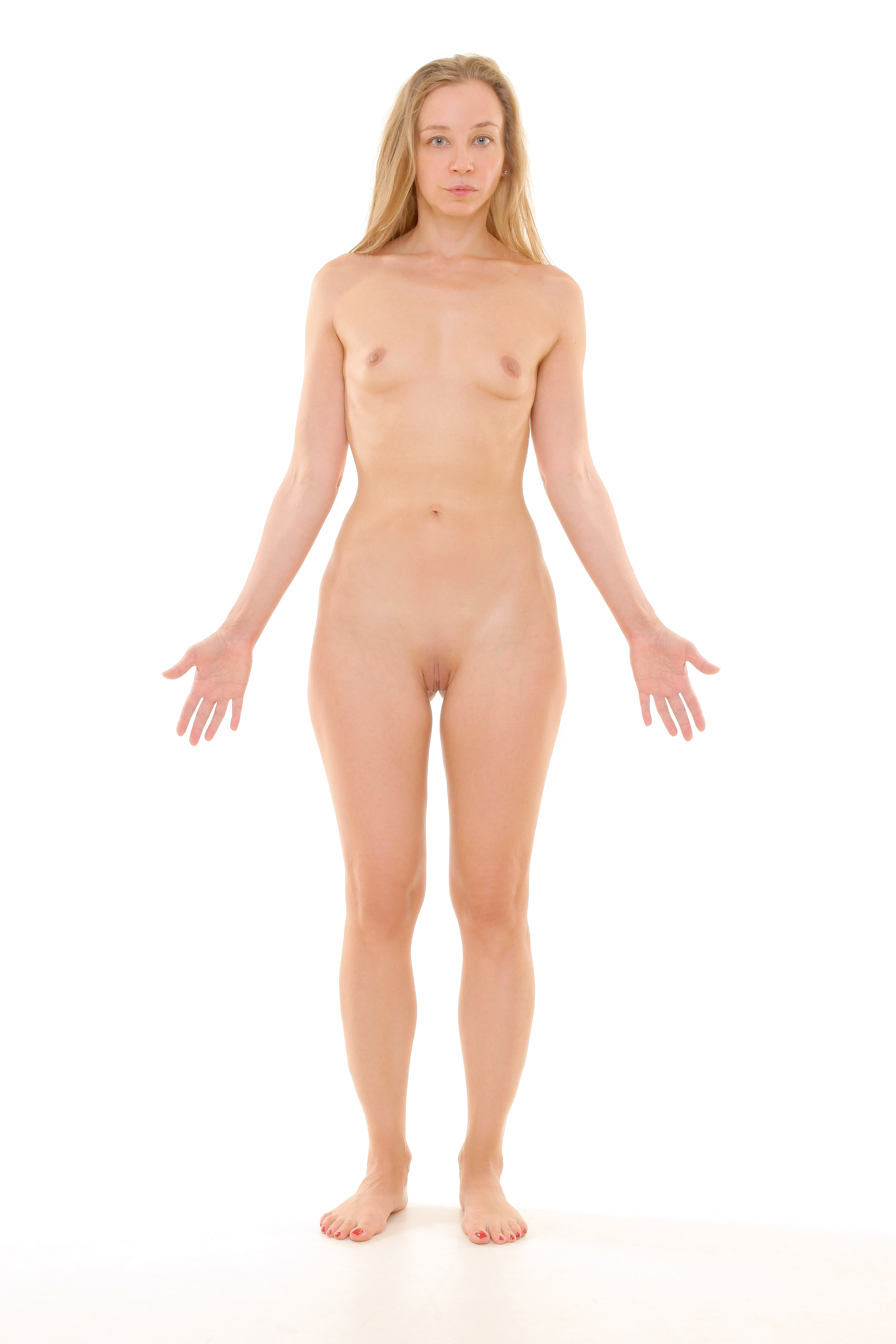
A nő anatómiai alaphelyzetben

A nő a biológiai értelemben vett nőnemű felnőtt ember elnevezése, szemben a hímnemű felnőtt emberrel, a férfival. 
Jogi értelemben nő az, akit a külső nemi jellege alapján, születésekor nőnek (leánynak) anyakönyveztek. 
Az ivart meghatározó rendszerben (XY rendszer), amelyet megtalálunk mind az embernél, mind a többi emlősnél, a nők két hasonló gonoszómával (XX) rendelkeznek (míg a férfiaknak két különböző: XY gonoszómája van).
A társadalmi nemek tudománya szerint a nőkre jellemző társadalmi nemi szerepek a meghatározóak a nőiesség azonosításában a biológiai meghatározottságot erősítve vagy azzal szemben. 
Ha a nőiséget és nőiességet társadalmi viselkedésmódok összességeként tekintjük, akkor a fogalom magába foglalja a transz nőket (akiknek születéskor kijelölt neme férfi, de önazonosságuk szerint nők), illetve az interszex emberek egy csoportját is.

## A nő biológiája
A pubertáskorban kialakuló másodlagos nemi jegyek közül kifejezetten a nőkre jellemző a deréknál szélesebb csípő (nőies testalkat), a duzzadt mell és a férfiakénál magasabb hangfekvésű beszédhang. Átlagosan a női agy térfogata 10-20%-kal kisebb testtömegarányosan, mint a férfié, ami a szellemi képességek tekintetében viszont nem jelent különbséget. A testi növekedés a nőknél az első menstruáció (menarche) bekövetkeztével fejeződik be, ez körülbelül a 11-15. életévre tehető. Ekkor kezdődik meg a serdülő lányból az érett nővé válás folyamata. A nők átlagos magassága a Földön 150–170 cm körüli, szemben a férfiak 160–180 cm körüli átlagmagasságával. A nők 20-22 éves korukban válnak testileg teljesen éretté a gyermekszülésre, mivel akkor éri el általában a felnőttekre jellemző méreteit és tulajdonságait a méh nyálkahártyája, a hüvely és a szeméremajkak. 35 éves kor után a teherbe esés esélye jelentősen csökken. A klimax után a fogamzóképesség megszűnik (menopauza), ez a változókornak is nevezett időszak 45–60 éves kor között zajlik, amely során hormonális átállás történik. 58 éves kor fölött már csak elvétve fordul elő teherbe esés.
A nők csontjai és vázizmai általában kisebbek és vékonyabbak a férfiakéinál, a medencecsontjuk viszont – saját testarányaikhoz képest – szélesebb, hogy a medencenyíláson átférjen a világra jövő csecsemő feje. A női emlőt megvastagodott zsírpárna alkotja, amelybe beágyazódnak a terhesség során működésnek induló tejmirigyek. A női mell nagysága azonban nincsen összefüggésben a szoptatási képességgel és az anyatej mennyiségével. Az egyéni testalkatban nagy genetikai változatosság mutatkozik. A születendő gyermek nemét egyetlen kromoszómapár határozza meg (nő: XX; férfi: XY), míg a többi 22 kromoszómapár felelős az összes egyéb genetikailag meghatározott testi és lelki tulajdonságért, mint például a magasság vagy a szem és a haj színe, a temperamentumtípus vagy a veleszületett adottságok.

## Kulturális és társadalmi nemi szerepek
Számos őskori kultúrában a nőknek meghatározott kulturális szerepük volt. A vadászó-gyűjtögető társadalmakban a nők általában növényi táplálékot, apróbb állatokat és halakat gyűjtöttek, míg a férfiak nagyobb vadakat vadásztak.[forrás?]
A modern történelemben a társadalmi nemi szerepek nagyban megváltoztak. Régebben tipikus volt, hogy a foglalkozás választásában, szakmai törekvésekben egészen a gyermekkortól kezdve egy kifejezett irányba terelte az egyént a társadalmi neme.  A középosztálybeli nők hagyományosan házimunkát végeztek, középpontban a gyermekneveléssel. Szegényebb nők, különösen a munkásosztálybeliek számára ez általában csak eszménykép maradt. a gazdasági szükségszerűség arra kényszerítette őket, hogy házon kívüli munkát keressenek. A számukra elérhető munkák általában rosszabbul fizettek, mint a férfiak számára elérhetők.[forrás?]
Ahogy megváltozott a nők munkaerőpiaci helyzete, a munkalehetőségek is kibővültek, már nem csak túlórázó gyári munkások lehettek, hanem dolgozhattak például irodákban is, ahova szükséges volt a nagyobb fokú iskolázottság. Az Egyesült Államokban a női munkaerő jelenléte 1900-ban 6% volt, 1923-ban viszont már 23%-ra nőtt. Ezek a változások a munkaerőben a női munkaerőről alkotott felfogás változásához is vezettek.
Az 1970-es években sok női kutató és tudós döntött úgy, hogy nem vállalnak gyereket. Az 1980-as évek során a vállalatok igyekeztek egyenlőbb munkafeltételeket teremteni nők és férfiak számára. Ennek ellenére a családon belüli egyenlőtlenségek még mindig megbénították a nők lehetőségeit, hogy ugyanolyan sikeresek lehessenek, mint a férfiak. A dolgozó nőket még mindig úgy tartják számon, mint akik elsősorban felelősek az otthoni munkáért és a gyermeknevelésért. Ezt hívják fizetetlen, illetve láthatatlan munkának, és kettős tehernek is, amely elveszi az időt és az energiát attól, hogy sikeres karriert érhessenek el. Londa Schiebinger szerint "Tudósnak, feleségnek és anyák lenni teher egy olyan társadalomban, amely a nőktől jobban elvárja, mint a férfiaktól, hogy a karrierjük elé helyezzék a családot.". Ezen kívül a munkaerőpiacon lévő nőket érintő probléma még a nemek közötti bérszakadék. A feminista mozgalmak egyik célkitűzése az egyenlő lehetőségek létrehozása mindkét nem számára.

## A nők és az egyenjogúság

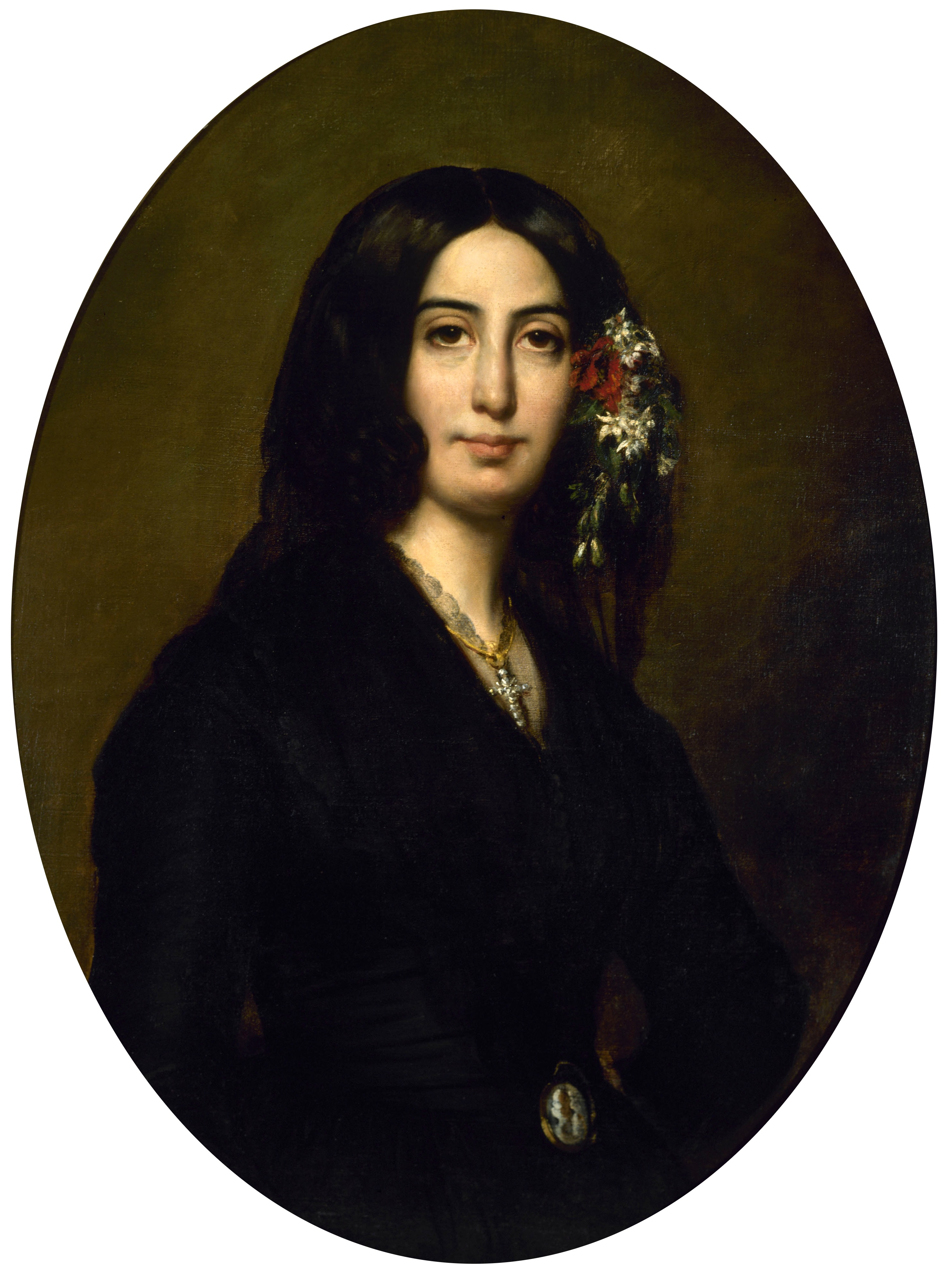
George Sand (1804-1876), az egyik leghíresebb korai feminista

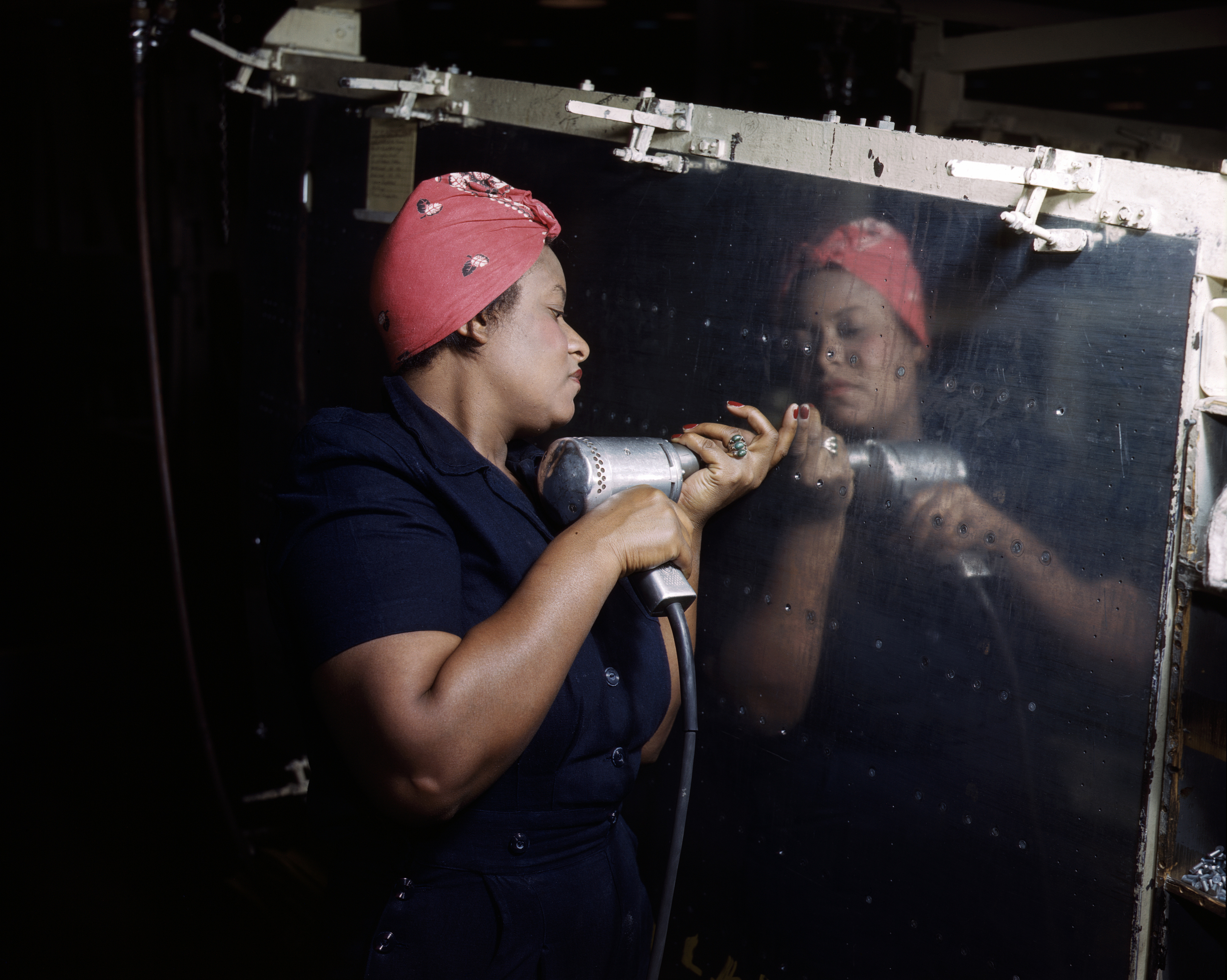
Dolgozó nő

Minden nyelv ismeri a hétköznapi beszédben a női és férfi nem fogalmát mind biológiai értelemben, mind pedig a társadalmi nemi szerepek szintjén. Bizonyos társadalmi és filozófiai irányzatok, például a feminizmus, marxizmus és egzisztencializmus úgy vélik, hogy a hagyományos női társadalmi szerep a nevelés eredménye, és nem egyeztethető össze a társadalmi egyenlőség eszméjével. Simone de Beauvoir ezt így fogalmazta meg: „Az ember nem születik nőnek, hanem azzá válik.”.
A nők a férfiakkal való egyenjogúságukért a nyugati világban a 19-20. század fordulóján kezdtek harcolni, aminek eredményeként az addig elfogadott normarendszerrel ellentétben a nők is egyenjogúságot nyertek: hivatalt tölthettek be, felsőfokú tanulmányokat folytathattak, szavazhattak az általános választójog alapján. Ezt először Franciaországban, majd az Egyesült Királyságban vezették be, végül tovaterjedt a világ számos országába. 
Magyarországon az 1918-as első néptörvény adott választójogot a nőknek.
Európa túlnyomó részén a II. világháború környékén vált általánossá, ugyanakkor például Svájcban csak 1971-ben szerezték meg ezt a jogot a nők.
Ma a férfiak és a nők közti egyenjogúság megkérdőjelezhetetlen szinte az egész világon, egyes iszlám országokat kivéve. A mai magyar törvények néhány tekintetben előnyöket biztosítanak a nőknek (pl. munkakörülmények könnyítése, nyugdíjkorhatár) általánosan azonban tiltják a nemi diszkriminációt.
Lány születése egyes országokban és területeken (Kínában, Észak-Indiában és korábban Dél-Koreában), főleg vidéken hátrányosnak számít a fiúkhoz képest (pl. a majdani hozomány magas összege miatt), így a lánymagzatokat nagyobb arányban vetetik el. A hatóságok ennek nyomán sok esetben külön támogatással igyekeznek segíteni a lányok vállalását. [Csak akkor kell a gyerek, ha fiú] (Index, 2010. július 9.)

## Nő és lány
A felnőttkor elérését megelőzően a nő elnevezése lány (régiesebb formájában leány vagy ritkábban lyány). Ennek a kifejezésnek a fiú az ellentétpárja. Akárcsak a férfi-nő, a fiú-lány megkülönböztetés is mind biológiai szinten, mind pedig a kulturális szerepek szintjén használatos.
Biológiai felnőtt nővé válás során az első havi vérzés (menarche) a kamaszkor fontos eseménye, jelzi, hogy a női test alkalmassá válik a reprodukcióra, vagyis gyermek kihordására.
Az emberi fajra jellemző, hogy összességében kevesebb lánygyermek születik, mint fiú (100 lányra 105 fiú esik). Ennek ellenére az időskorú népességen belül jelentős többségben vannak a nők. Egy 2006. január 1-jei statisztika szerint Magyarország népessége: 10 077 000 fő, ebből férfi: 4 783 000 fő; nő: 5 294 000 fő. A különbség szembeötlő: ~500 000 fő. (Forrás: KSH). A fiúk és férfiak halálozási aránya ugyanis valamennyi életkorban magasabb a lányokénál és nőkénél, különösen idősödő korukban. Közép-Európában kb. 10 évvel élnek tovább a nők a férfiaknál. A jobbmódú országokban a különbség kisebb, de ott is létezik, például Skandináviában kb. 5 évvel élnek tovább a nők, mint a férfiak.